# Ny Teknik
Ny Teknik är en tidning med nyheter, debatter och annonser inom teknik och ingenjörsvetenskap. Tidningen distribueras bland annat till medlemmarna i fackförbundet Sveriges Ingenjörer. Tidningens målgrupp är beslutsfattare inom teknik- och it-området, ingenjörer, tekniker och it-specialister men också en teknikintresserad allmänhet.
Ny Teknik har under huvuddelen av sin historia getts ut veckovis. Från april 2018 minskades utgivningen till en tidning varannan vecka, med 22 utgåvor per år. Varannan vecka, 22 utgåvor per år, utgavs istället ett elektroniskt premiumnyhetsbrev ut, som skickas till alla med en prenumeration. 
Ny Teknik har sedan 2018 en digital premiumtjänst, där en del av materialet på nyteknik.se kräver att läsaren har en prenumeration. 
Tidningen publicerar Ny Teknik Insights, som är nedladdningsbara kompendier om aktuella ämnen inom teknikutveckling. Ny Teknik har tio nyhetsbrev, inom områden som elbilar, energi, fordon, populärteknik, innovation och automation. 
Ny Tekniks redaktion ger också ut tidningen Teknikhistoria.
Ny Teknik startades av förlaget bakom Teknisk Tidskrift, som gjorde om sin veckoutgåva till Ny Teknik. Första numret gavs ut 26 oktober 1967. Tidningens första chefredaktör var Gunnar Hambraeus.

## 33-listan
Sedan 2008 publicerar Ny Teknik, till 2019 tillsammans med Affärsvärlden, årligen en lista på lista över 33 framstående unga innovationsföretag i Sverige, kallad 33-listan.

## Techleaks
Techleaks var en tjänst för visselblåsare inom teknikvärlden som Ny Teknik skapade 7 juni 2012, med en egen webbplats. Avsikten var att personer anonymt kunde lämna tips om fusk, korruption, lagbrott, sabotage m.m. inom något av de ämnesområdena som tidningen Ny Teknik var aktiv inom. Efter ett drygt år slutade Ny Teknik att nämna Techleaks, och webbplatsen lades senare ner.

## Motsvarighet i andra länder
Tidningens motsvarighet i Danmark är Ingeniøren (ing.dk), i Norge Teknisk Ukeblad (tu.no) och i Tyskland VDI Nachrichten (vdi-nachrichten.com). Finland har dels den svenskspråkiga Tekniska Föreningen i Finland, grundad 1880, som har utgivit Tekniska föreningens i Finland förhandlingar (1880-1958), Tekniskt forum (1959-1968) och Forum för ekonomi och teknik (från 1967) samt medlemsbladet TFiF-meddelanden (1959-1977) fortsatt av Gula Bladet (sedan 1978), dels den finskspråkiga Teknillinen aikakauslehti 1912-1970, kompletterad av Insinööriuutiset (grundad 1961, sedan 1988 med titeln Tekniikka & Talous, tekniikkatalous.fi).